# Tempsford
Tempsford – wieś i civil parish w Anglii, w hrabstwie ceremonialnym Bedfordshire, w dystrykcie (unitary authority) Central Bedfordshire. Leży 12 km na wschód od centrum miasta Bedford i 75 km na północ od centrum Londynu. W 2011 roku civil parish liczyła 590 mieszkańców.
Tempsford jest wspomniana w Domesday Book (1086) jako Tamiseforde. Podczas II wojny światowej znajdowała się tam baza lotnicza, skąd operował m.in. 138 Dywizjon Specjalnego Przeznaczenia RAF, a w jego składzie Polska Eskadra Specjalnego Przeznaczenia, zaopatrująca ruchy oporu w okupowanych krajach.